# Nanteau-sur-Lunain
Nanteau-sur-Lunain ist eine französische Gemeinde mit 697 Einwohnern (Stand: 1. Januar 2022) im Département Seine-et-Marne in der Region Île-de-France. Sie gehört zum Arrondissement Fontainebleau und zum Kanton Nemours.
Die Einwohner werden Nantelliens beziehungsweise Nantelliennes genannt.

## Geographie
Der Lunain, ein Nebenfluss der Loine und Seine, fließt durch die Gemeinde.

### Nachbargemeinden
| Treuzy-Levelay          | Treuzy-Levelay | Villemaréchal        |
| Treuzy-Levelay, Poligny | Kompass        | Villemaréchal, Paley |
| Poligny                 | Remauville     | Paley                |

### Gemeindegliederung
Nanteau-sur-Essonne besteht aus den Ortschaften Les Ortures, Saint-Liesnes, le bouloy und le fourchet.

## Sehenswürdigkeiten

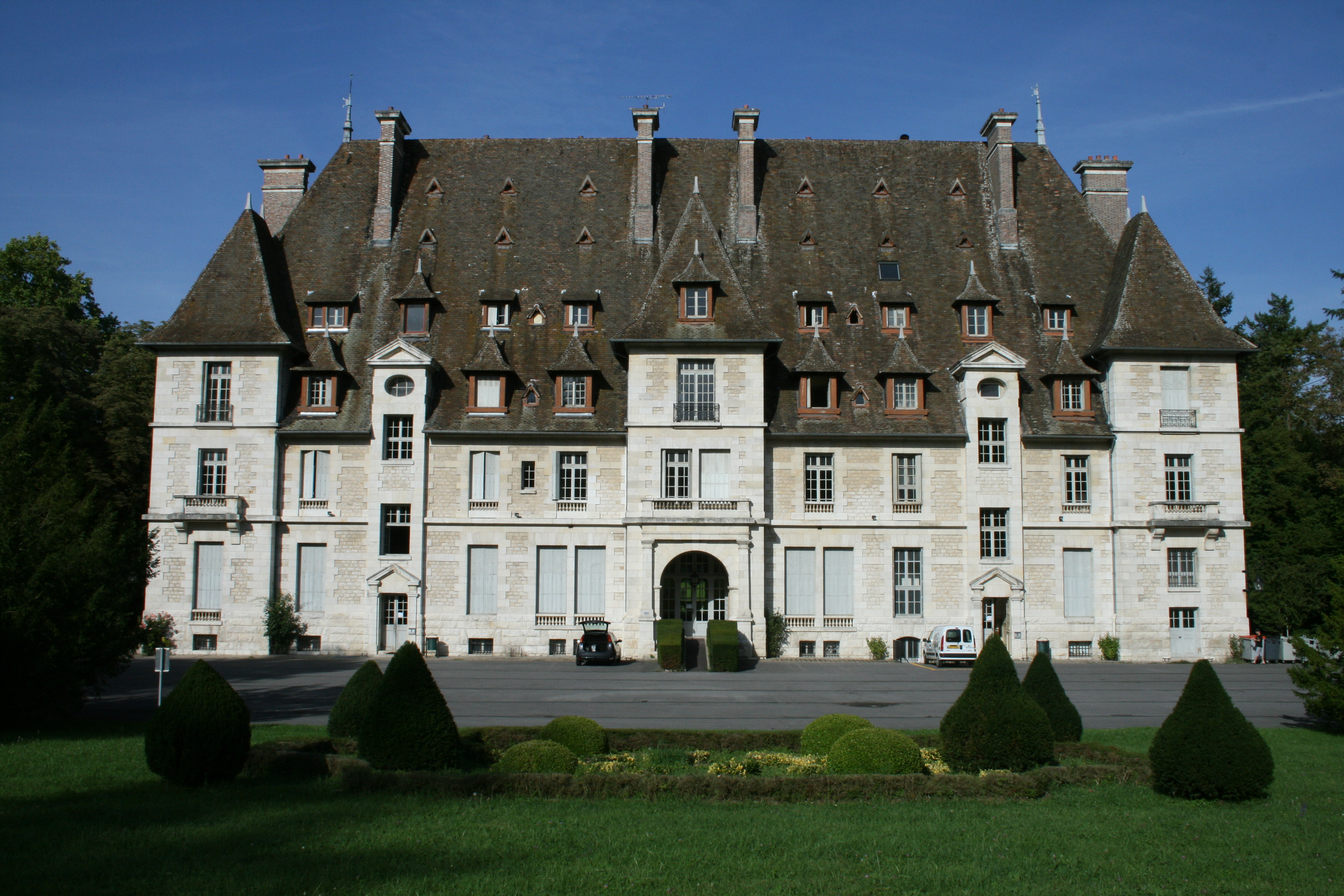
Schloss Nanteau-sur-Lunain
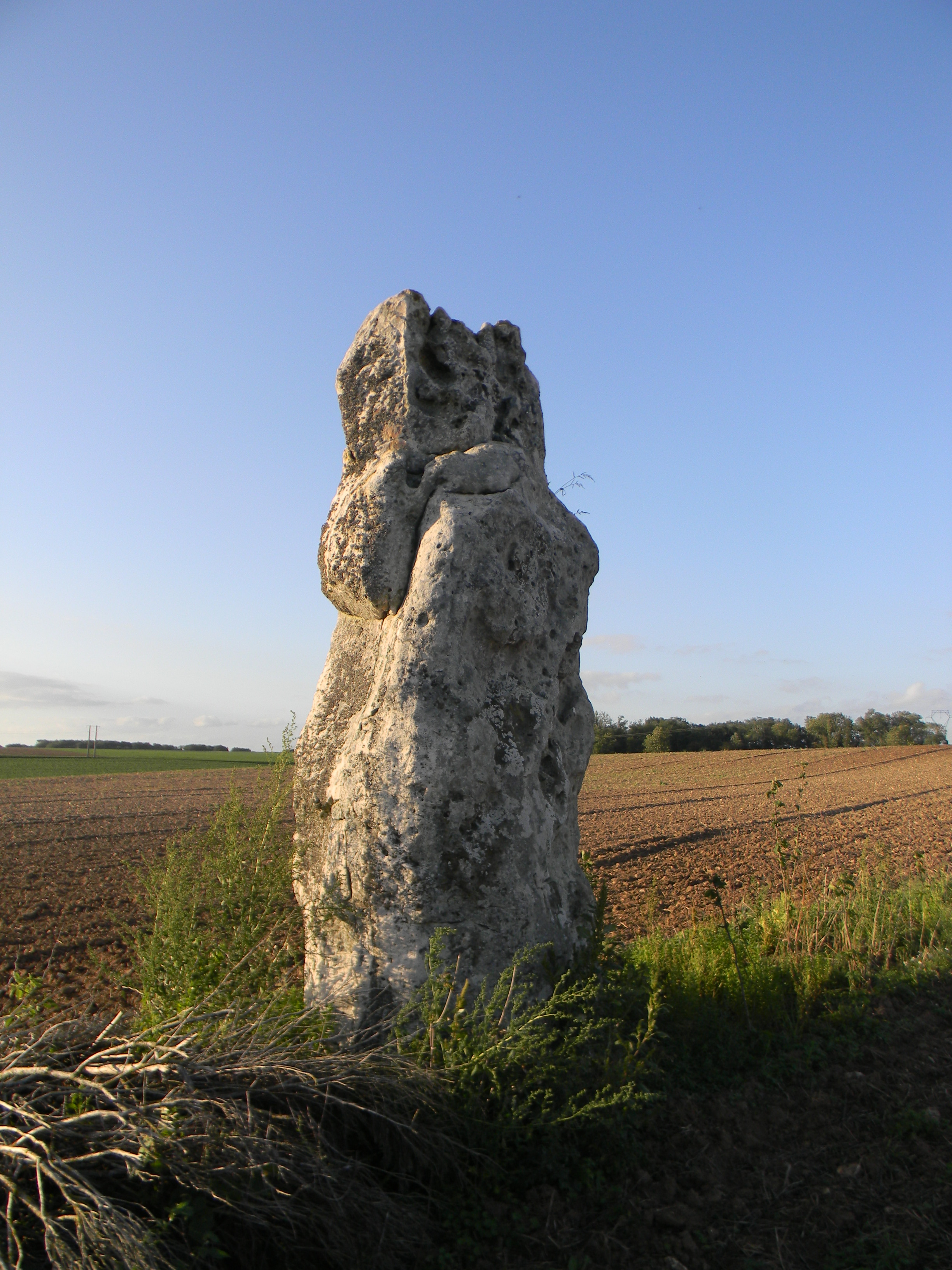
Menhir La Pierre Clouée
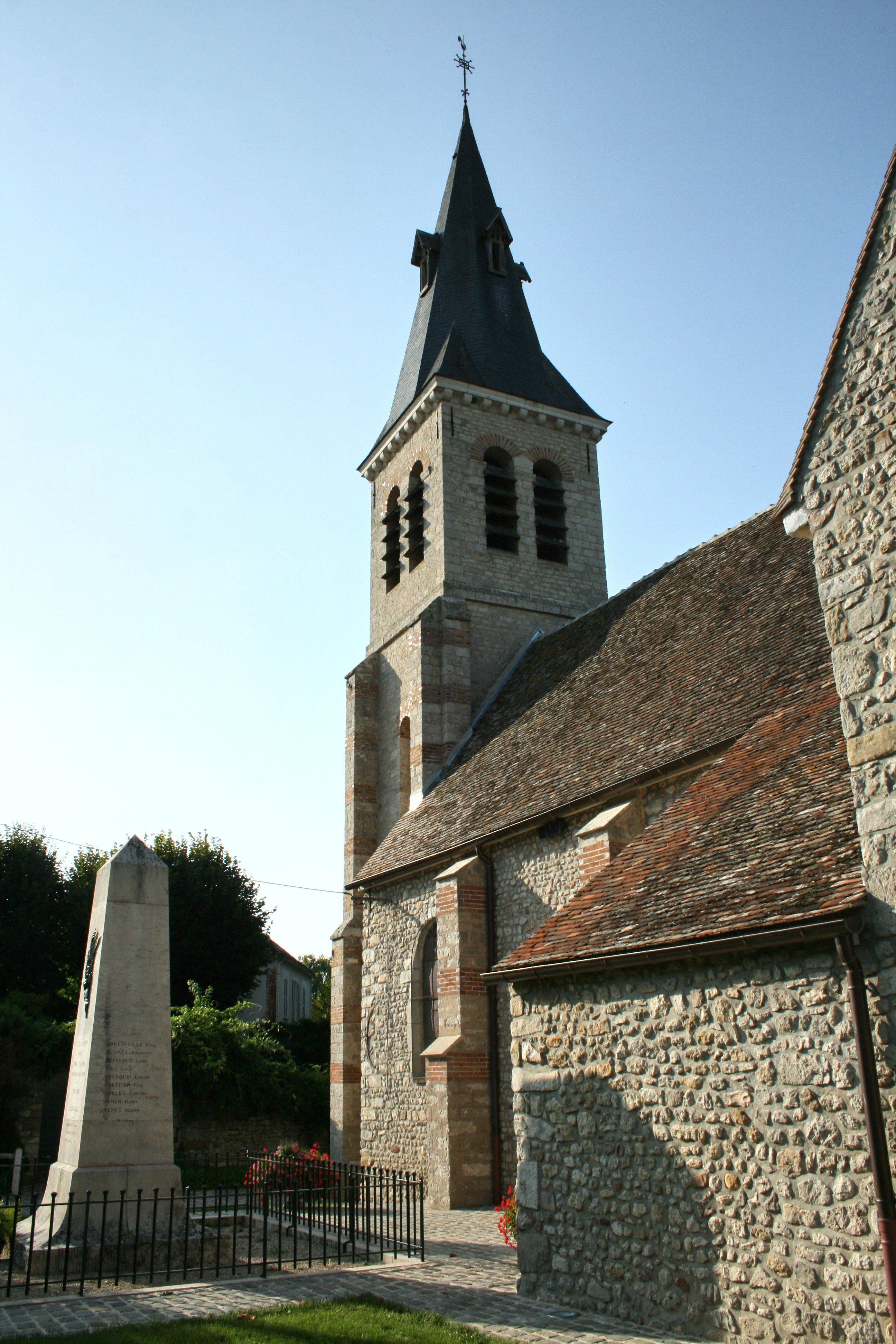
Kirche Mariä Himmelfahrt
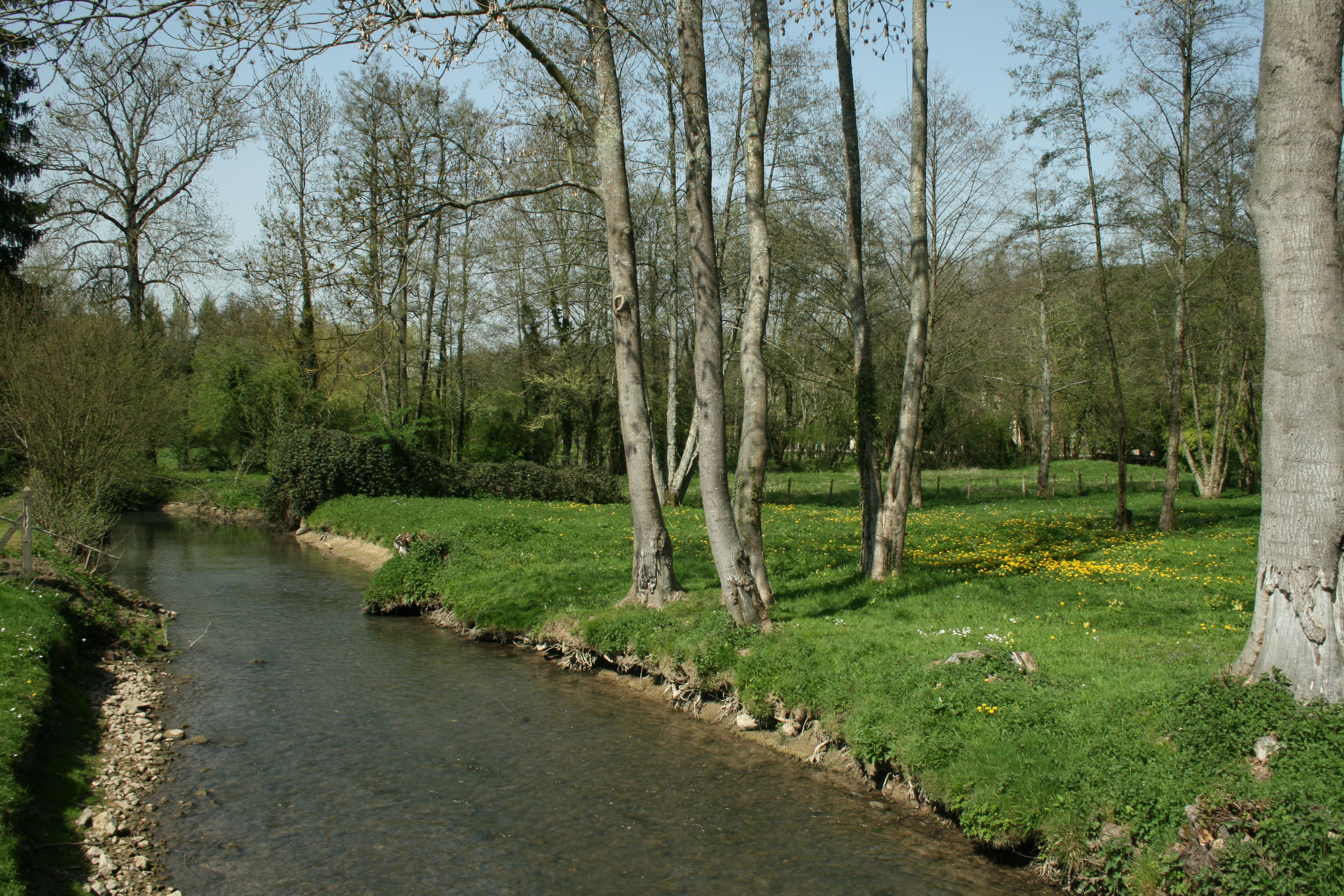
Lunain